# تي إم إن تي (جيم بوي أدفانس)
تي إم إن تي (بالإنجليزية: TMNT)‏ ، هي لعبة فيديو إلكترونية من نوع ذبح وتقطيع، أنتجت سنة 2007م، ونشرها شركة يوبي سوفت الفرنسية.

## الإستقبال
استقبلت لعبة فيديو من قبل مواقع إلكترونية لتقييم ألعاب الفيديو حسب أداء صناعة اللعبة.
| موقع إلكتروني | تقييم  |
| ------------- | ------ |
| غيم سباي      | 4.5/5  |
| آي جي إن      | 8.5/10 |
| غيم سبوت      | 8.1/10 |
| غايم ديلي     | 8/10   |
| بالجن         | 8/10   |
| نينتندو باور  | 7/10   |